# Lammassaari (ö i Norra Österbotten, Koillismaa, lat 65,52, long 27,96)
Lammassaari är en ö i Finland. Den ligger i sjön Jurmunlampi och i kommunen Taivalkoski i den ekonomiska regionen  Koillismaa ekonomiska region  och landskapet Norra Österbotten, i den centrala delen av landet, 600 km norr om huvudstaden Helsingfors. Öns area är 2,5 hektar och dess största längd är 500 meter i nord-sydlig riktning.